# Трипільський похід 1919
Трипільський похід (в радянській історикографії до 1961 року — Трипільська трагедія) — похід пробільшовицьки налаштованих робітників Києва для встановлення радянської влади на Київщині у ході Української революції.

## Історія
25 червня 1919 року для ліквідації загону повстанського отамана Зеленого, що діяв в районі Трипілля—Обухова, виступили бійці Шулявського робочого загону, інтернаціонального батальйону і 2-го Київського караульного полку, до складу якого увійшов загін київських комсомольців (100 чоловік). Червоноармійці і комсомольці оволоділи Трипіллям. Однак повстанцям вдалося прорвати оборону і оточити селище, а на початку липня — визволити його. Повстанці знищили полонених комсомольців і бійців інтернаціонального батальйону.
Рада Оборони УСРР мобілізувала на розгром загону нові військові сили, в тому числі Дніпровську військову флотилію. 25 липня загін Зеленого був розбитий.

## Увічнення походу радянською владою

Обеліск у Трипіллі

Для увічнення пам'яті загиблих учасників Трипільського походу у Трипіллі було відкрито музей. В 1938 році був встановлений 24-метровий обеліск (архітектор І. Я. Бялер, скульптори Ю. І. Білостоцький, Г. Л. Пивоваров, Е. М. Фрідман). У період окупації України німецькі війська знищили монумент. У 1956 році на тому ж місці встановлений новий 26-метровий обеліск з червоного граніту з п'ятикутною зіркою у вінку (архітектор Бялер).
У Києві на честь комсомольців — учасників Трипільського походу в 1939—1992 роках була названа вулиця (тепер Спаська); на фасаді будинку № 12 по цій вулиці (колишня будівля Подільського райкому комсомолу Києва), звідки виступали комсомольці, в 1947 році була встановлена мармурова меморіальна дошка, в 1977 році замінена на гранітну (не збереглася).